# Zaprešić
Zaprešić este un oraș în cantonul Zagreb, Croația, având o populație de 25.223 de locuitori (2011).

## Demografie
Componența etnică a orașului Zaprešić
     Croați (96,33%)
     Sârbi (1,03%)
     Necunoscut (0,42%)
     Neclasificat (1,73%)
Componența confesională a orașului Zaprešić
     Catolici (89,76%)
     Fără religie și atei (3,71%)
     Ortodocși (1,16%)
     Musulmani (1,15%)
     Necunoscută (2,74%)
     Alte religii (1,46%)
Conform recensământului din 2011, orașul Zaprešić avea 25.223 de locuitori. Din punct de vedere etnic, majoritatea locuitorilor (96,33%) erau croați, cu o minoritate de sârbi (1,03%). Apartenența etnică nu este cunoscută în cazul a 0,42% din locuitori. Din punct de vedere confesional, majoritatea locuitorilor (89,76%) erau catolici, existând și minorități de persoane fără religie și atei (3,71%), ortodocși (1,16%) și musulmani (1,15%). Pentru 2,74% din locuitori nu este cunoscută apartenența confesională.